# Mozilla Firefox
Mozilla Firefox（モジラ・ファイアーフォックス）は、Mozilla Foundationおよびその傘下のMozilla Corporationによって開発されているFOSSのウェブブラウザである。単にFirefoxと呼称されるほか、fireおよびfoxの和訳から火狐とも呼称される。
マルチプラットフォームに対応しておりMicrosoft Windows、macOS、Linuxで動作する。スマートフォンなどのモバイルデバイス (Android / iOS) にはFirefox for Mobileが利用可能である。
2004年にバージョン1がリリースされ、大きなシェアを獲得することに成功した。

## 特徴

### スピード
Servoテクノロジーが用いられたGeckoレンダリングエンジンを搭載している。ベンチマーク結果はGoogle Chromeと同等であった。またマルチコア、マルチスレッドに対応している。

### プライバシー
Mozillaはプライバシーを重視し、そのための機能が用意されている。プライベートブラウジング機能によりトラッキングを防止し、ユーザーのプライバシーを強力に保護することができる。

### 高いカスタマイズ性
アドオン(拡張機能)をインストールすることで機能を追加することができる。例えばuBlock Originなどをインストールすることで悪質な広告をブロックし、より安全にブラウジングを行うことができる。特にAndroid端末においては標準ブラウザであるChromeがアドオンに非対応なので、Firefoxはアドオンが使える貴重なブラウザである。後述のFirefox 57以降、インストールできるアドオンが減り従来程のカスタマイズ性は失わていれたが、2023年12月には450種類以上のアドオンがインストールできるようになった。

### ウェブ標準への準拠
Firefoxは、HTML、XML、XHTML、SVG 1.1 (一部)CSS、JavaScript、DOM、MathML、DTD、XSLT、XPath、アルファ合成を含むPNGなど、多くのウェブ標準をサポートしている。

### オープンソース
ソースコードが公開されているため透明性が確保されている。そのためバグは迅速に発見され、また修正される。

### 非営利組織による開発
営利企業であるGoogleやAppleとは異なり、Mozillaは非営利組織であるため、利益ではなくユーザーのためのソフトウェアである。

## 市場シェア

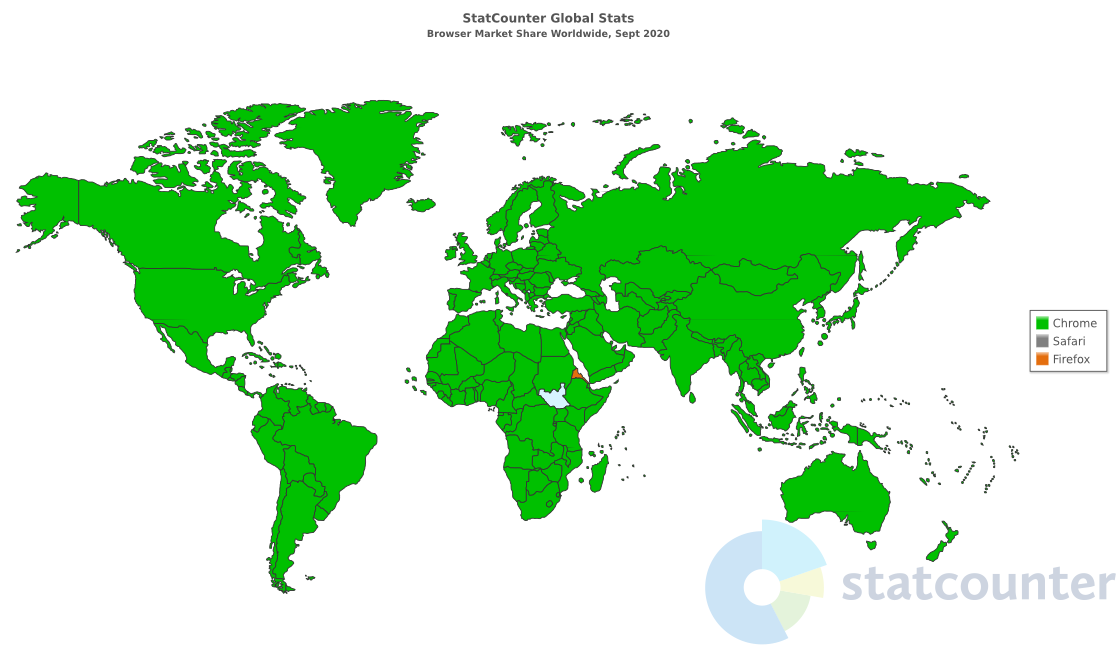
StatCounterによるウェブブラウザの利用シェア (2020年9月)

StatCounterによれば、2009年12月の時点でFirefoxのすべてのバージョン合計で32%のシェアを占めていた。バージョン別ではFirefox 3.5がInternet Explorerの諸バージョンを抑え最も利用者が多かった。その後、Net Applicationsのデータによると、2016年9月の時点でFirefoxのパソコン向けブラウザのシェアは9.2%にまで低下したが、2017年9月には12.9%に回復している。
2024年1月現在のシェアは世界全体で8%程である。

## リリースサイクル
MozillaはFirefox 4のリリース以降、Googleの開発しているGoogle Chromeのようにラピッドリリースを行うと発表した。そのため、セキュリティアップデートや脆弱性の修正といったマイナーなアップデートはFirefox 4で終了する。Firefox 4の13週間後の2011年6月21日（米国時間）にFirefox 5がリリースされた。Firefox 5から6の間は例外的に8週間だが、Firefox 6以降は基本6週間ごとに最新版がリリースされ、2011年中にはFirefox 9までアップデートされた。2013年はFirefox 26まで、2014年はFirefox 34まで、2015年はFirefox 43までリリースされた。
2016年より6〜8週間の間隔での休日に合わせた不規則なリリーススケジュールとなり、2019年後半からは4週間毎のリリースとなっている。 
なお、例外的に89と90が前バージョンから6週間、95・96・109が前バージョンから5週間を要している。
ラピッドリリース移行後、以下の5種類のエディションがリリースされるようになった。下の物ほど不安定で更新頻度が高く、Firefox Beta（ベータ版）では正式版の次のバージョン、Aurora（アルファ2版）ではベータ版のさらに次のバージョン、Nightly（アルファ1版）ではそのさらに次のバージョンが開発されている。Firefox Betaは原則毎週更新、Aurora及びNightlyは原則毎日更新。開発中の新機能の追加は主にアルファ版で行われ、ベータ版では基本的にアルファ版で加えられた変更へ安定性や互換性の修正が行われる。2014年11月10日より、AuroraからDeveloper Editionに名称が変更された。また、2017年3月31日にFirefox 54を最後にAuroraを廃止する旨を発表し、Firefox55には廃止となった。
このラピッドリリースの開始に伴い、企業や自治体などでのブラウザサポートに不安が生じていることから、延長サポート版となるESR(Extended Support Release) が用意されることになった。最初のESRはFirefox 10 となり、以後正式版リリース8回ごと（バージョン17、24…）にESRがリリースされる。ESRはリリースから54週間（約12か月半）のサポートが行われる。その間、通常リリースと同様に6週間毎に修正版のリリースが行われる。バージョンナンバーは XX.0.Y（XXがメジャーバージョン、Yがリビジョン番号、0から8）となる。ESRが用意されるのはWindows版、Mac版、Linux版のみ。詳細はESRのダウンロードを参照。
1. Firefox ESR（延長サポート版）
2. Firefox（正式版）
3. Firefox Beta（ベータ版）
4. Firefox Developer Edition（アルファ2版）
5. Nightly（アルファ1版）

## システム要件
Firefoxのソースコード自体は、様々なプラットフォーム向けにコンパイル可能である。しかし、公式に配布されているバイナリは以下のプラットフォーム向けに限られている。
|                          | Windows                                                     | Linux デスクトップ | macOS                       | Android                                   | iOS             |
| ------------------------ | ----------------------------------------------------------- | --- | --------------------------- | ----------------------------------------- | --------------- |
| CPU                      | 1GHzまたはそれ以上のプロセッサまたはSoC                     | 1GHzまたはそれ以上のプロセッサまたはSoC | Apple M1 / Intel プロセッサ | ARM （ARMv6は2015年以降サポートされない） | Apple Aシリーズ |
| メモリ                   | 32ビット版: 1GB / 64ビット版: 2GB                           | 32ビット版: 1GB / 64ビット版: 2GB | 512 MB                      | 512 MB                                    | ?               |
| ハードディスクの空き容量 | 500 MB                                                      | 500 MB | 200 MB                      | 100 MB                                    | ?               |
| OS                       | 10 （デスクトップ） Server 2019 （サーバー） およびそれ以降 | 以下のライブラリまたはパッケージを含むもの 最低限 - glibc 2.17以上 - GTK 3.14以上 - GLib 2.22以上 - libglib 2.42以上 - libstdc++ 4.8.1以上 - X.Org 1.0以上 推奨 - GNOME 2.16以上 - PulseAudio | macOS 10.15以降             | 5.0以降                                   | 15.0以降        |

Android版においては、幅 320 ピクセル×高さ 240 ピクセル以上の画面が必要である。

### OSのバージョンごとのサポート
| OS      | Firefoxリリース    | Firefoxリリース | 最小 OS 必要なバージョン | サポート状況              |
| OS      | バージョン         | リリース日      | 最小 OS 必要なバージョン | サポート状況              |
| ------- | ------------------ | --------------- | ------------------------ | ------------------------- |
| Windows | 141.0 (ARM64)      | 2025-07-22      | 10 v1709, Server 2019    | 2015–                     |
| Windows | 140.1.0esr (ARM64) | 2025-07-22      | 10 v1709, Server 2019    | 2015–                     |
| Windows | 141.0 (x64)        | 2025-07-22      | 7, Server 2008 R2        | 2009–                     |
| Windows | 140.1.0esr (x64)   | 2025-07-22      | 7, Server 2008 R2        | 2009–                     |
| Windows | 141.0 (IA-32)      | 2025-07-22      | 7, Server 2008 R2        | 2009–                     |
| Windows | 140.1.0esr (IA-32) | 2025-07-22      | 7, Server 2008 R2        | 2009–                     |
| Windows | 52.9.0esr (IA-32)  | 2018-06-26      | XP SP2, Server 2003 SP1  | 2004–2018                 |
| Windows | 52.0.2 (IA-32)     | 2017-03-28      | XP SP2, Server 2003 SP1  | 2004–2017                 |
| Windows | 10.0.12esr         | 2013-01-08      | 2000                     | 2004–2013                 |
| Windows | 12.0               | 2012-04-24      | 2000                     | 2004–2012                 |
| Windows | 2.0.0.20           | 2008-12-18      | NT 4.0 (IA-32), 98       | 2004–2008                 |
| Windows | 1.5.0.12           | 2007-05-30      | 95                       | 2004–2007                 |
| macOS   | 141.0              | 2025-07-22      | 10.12 (x64) 11 (ARM64)   | 2016– (x64) 2020– (ARM64) |
| macOS   | 140.1.0esr         | 2025-07-22      | 10.12 (x64) 11 (ARM64)   | 2016– (x64) 2020– (ARM64) |
| macOS   | 78.15.0esr         | 2021-10-05      | 10.9                     | 2013–2021                 |
| macOS   | 78.0.2             | 2020-07-09      | 10.9                     | 2013–2020                 |
| macOS   | 45.9.0esr          | 2017-04-19      | 10.6                     | 2009–2017                 |
| macOS   | 48.0.2             | 2016-08-24      | 10.6                     | 2009–2016                 |
| macOS   | 10.0.12esr         | 2013-01-08      | 10.5                     | 2007–2013                 |
| macOS   | 16.0.2             | 2012-10-26      | 10.5                     | 2007–2012                 |
| macOS   | 3.6.28             | 2012-03-13      | 10.4                     | 2005–2012                 |
| macOS   | 2.0.0.20           | 2008-12-18      | 10.2                     | 2004–2008                 |
| macOS   | 1.0.8              | 2006-04-13      | 10.0                     | 2004–2006                 |
| Linux   | 141.0 (x64)        | 2025-07-22      | データなし               | 2011–                     |
| Linux   | 140.1.0esr (x64)   | 2025-07-22      | データなし               | 2011–                     |
| Linux   | 141.0 (IA-32)      | 2025-07-22      | データなし               | 2004–                     |
| Linux   | 140.1.0esr (IA-32) | 2025-07-22      | データなし               | 2004–                     |

### CPU アーキテクチャ
2015年11月現在、Linux、macOSおよびWindows向けにFirefoxの64ビットビルドが提供されている。
- Linux: Firefox 4以降、Linux向けにはtier 1として64ビット版ビルドが公式に提供されている[52][54][55][56]。SUSE Linux、Red Hat Linux、Ubuntuでは、Mozillaによる公式サポートに先駆けてベンダーによって64ビット版ビルドが提供されていた[57][58][59]
- macOS: Firefox 4以降、macOS向けの公式ビルドはUniversal Binaryであり、32ビット版と64ビット版が同梱されている。ブラウザプロセスは64ビット、プラグインプロセスは32ビットで動作しており、64ビットに未対応のプラグインを利用することが可能である[60]。
- Windows: 32ビット版ビルドのFirefoxは、32ビット版、64ビット版いずれのWindows上でも利用可能である[31]。2014年10月時点では、プラグインの対応状況やそのほかの問題のため、リリース版、Beta、Auroraでは32ビット版ビルドのみが提供されており[52]、Nightlyでのみ64ビット版ビルドが提供されていた[61][62]。2012年にWindows向け64ビット版ビルドの提供を取りやめる意向を表明したが[63]、後に撤回された[64]。2015年4月、Beta版のバージョン38[65]においてWindows向けの64ビット版ビルドが利用可能となった。2015年11月にリリースされたバージョン42より、Windows向けの64ビルドが正式に利用可能となったが、Adobe Flash Playerを除くNPAPIプラグインを利用することはできない[66]。

### 非公式ビルド
以下のプラットフォームにはMozillaによる公式ビルドは提供されていないが、有志によって非公式ビルドが提供されている。
- FreeBSD[67]
- NetBSD[68]
- OpenBSD[69]
- OpenIndiana[70]
- HP-UX 11i向けでは、ヒューレット・パッカードによってビルドされたFirefox 3.5.9が最新である[71]
- RISC OS向けに、Firefox 2.0がポートされた[72][73][74][75]
- Windows 8 のMetro（のちのModern UI）向けプロジェクトはベータ版のリリースまで到達していたが[76]、2014年3月にキャンセルされた。

## 歴史

### 1998年
当時、Netscapeが9割近くのシェアを持っていたが、マイクロソフトのInternet Explorerが無料でかつWindowsにバンドルされていたために、凄まじい勢いでシェアを獲得しつつあった。
そのような背景の中で1998年1月22日、ネットスケープはNetscape Communicator 5.0のソースコードを公開し、オープンソース化することを発表。1998年2月23日、ネットスケープが公開するオープンソースコードを共同開発するためにmozilla.orgが立ち上げられた。
そして1998年3月31日、Netscape Communicator 5.0のソースコードが公開された。

### 2002-2003年
Mozilla Application Suiteではなくスタンドアロンのブラウザを求めたMozillaのコミュニティによって、「Phoenix」が開発された。
オープンソースとして開発されたMozillaスイートは、Netscape Communicatorと同様にウェブブラウザ機能やメール・ニュース機能、ウェブページ作成機能など多くの機能を含んだインターネットアプリケーションスイートであったが、動作が重くソースコードも複雑であった。
そこで2002年中頃から、Mozillaスイートも開発を継続しながら、ウェブブラウザ部分 (Mozilla Firefox) とメール・ニュース部分 (Mozilla Thunderbird) を個別に開発することになった。
この戦略には、Appleが2003年1月に開発を発表したウェブブラウザ、SafariがMozilla Organizationの開発しているGeckoではなく、KDEプロジェクトが開発しているレンダリングエンジンKHTMLを採用したことが同じく絡んでいるとされる。「軽量・高速性」への需要は、アプリケーションスイートとして開発されていたMozillaには満たせないものであった。
そのようにして誕生した軽量なブラウザはPhoenixと名付けられ、2002年9月にリリースされた最初のバージョン0.1から0.5まで用いられた。しかし、この名称はPhoenix Technologies社の商標権を侵害することが判明したため、変更せざるを得ない状況に追い込まれた。
こうして次項にも述べられる名称、Firebirdという名称が採用されることとなった。プロダクト名としてのPhoenixは放棄されるも、開発ロードマップ上は、継続的にPhoenixという名称が使用された。
ユーザからどのような名称がよいかなどを投票で集め、かつ商標権に抵触しない名称を考慮した結果にFirebirdという新名称が決定した。しかしこの名称が新たな問題を引き起こしてしまうこととなる。Firebirdという名前が、Mozillaと同じくオープンソースで開発されている関係データベースプロジェクトの名称であることが判明し、同データベースFirebirdプロジェクトからMozilla Organizationに攻撃的な形で強い苦情があった。これを受けてMozilla OrganizationはMozilla Brandingというブランディング戦略を発表した。
Mozilla Brandingで述べられていたことは次のようなものである。
- Mozillaプロジェクトはメインで開発しているMozillaを1.4まで開発する。その後はFirebirdおよび同じくMozilla派生のスタンドアロンメーラ、Thunderbirdをメインに開発していく。
- 開発体制がシフトしたあとは、Firebird/ThunderbirdはそれぞれMozilla Browser/Mozilla Mailと名称を変えて開発していく。
- それまでの措置としてFirebird/ThunderbirdをMozilla Firebird/Mozilla Thunderbirdと呼ぶ。

このブランディング戦略によりデータベースFirebirdプロジェクトとの名称問題は沈静化した。2003年5月には、Firebirdとして初のリリースとなる0.6が登場した。
その後、Firefox 1.0系列のプロダクトは、Mozilla 1.7系列の基盤に即すものとする方針となった。
ブランド戦略により、Firebirdという名前は一時的なものとなった。しかしMozilla 1.4がリリースされた後も依然としてMozilla Browserという名称変更が行われる気配がなかった。Firebirdの完成度がメインプロダクトとして機能するほど充分な状態になかったことが原因であったが、さらにFirebirdという名称が使われ続ける原因となるMozilla Foundationの設立である。
2003年5月末に起こったAOLとマイクロソフトの和解により、AOL傘下のネットスケープとマイクロソフト間で起こっていた反トラスト法訴訟などがすべて取り下げられた。また同時に、Internet Explorerを数年に渡りロイヤリティフリーで使うという契約を結んだことにより、ブラウザを提供するネットスケープの存在価値が危ういものとなった。これはネットスケープのコードベースにもなっているMozillaの存在価値をも揺るがす問題であった。こうした事態を受けて 2003年7月、Mozilla OrganizationはAOLから資金提供を受け、Mozillaの開発を支援する団体であるMozilla Foundationを設立した。
Mozilla Foundationの設立により、ネットスケープ社が担っていた「エンドユーザへのソフトウェア提供及びサポート」という目標がMozilla Foundationにも覆い被さることとなった。それまでネットスケープ社がリリースしたもののサポートを含め、Mozilla FoundationはMozillaをその後もリリースしていかざるを得ない状況となってしまった。これにより4月に発表されたブランドにおける「Mozilla Firebird/Thunderbirdへの開発体制移行」が閉ざされてしまうこととなった。
これにより、一時的とされていたFirebirdという名称を使い続けることに対する懸念が生まれた。そのため同年11月頃から開発チームが新たな名称への変更をするための動きが水面下で行われた。商標に関するトラブルはもちろん、他のプロジェクトで使われている名称との衝突を避けるため、念入りにリサーチが行われた結果、Mozilla Firefoxという名称がこのブラウザの正式名称となることが決定した。名称の由来はレッサーパンダ (Red Panda) の別名からきている。

### 2004年
バージョン1がリリースされ、それから9か月間で6000万回ダウンロードされるという成功をおさめ、初めてInternet Explorer 6の牙城を崩したブラウザとなった。

### 2014年
Googleとの契約が終了し資金面で苦戦。Firefox OSへの注力やWindows 8版の開発中止、共同創設者Brendan Eichの政治献金問題など混乱する。

### 2017年
Firefox 57がリリースされた。これはFirefox Quantumというブランドネームが付けられた大型アップデートとして位置づけられた。
XULが廃止され、WebExtensionsに移行した。これらはFirefoxのパフォーマンス、安定性、セキュリティを向上させるために行われているが、Firefoxの特徴であった拡張性は制限されることになる。また、これにより旧来のアドオンが使用不可能となり、ユーザーから大きな反発を招いた。
WebExtensionsへの移行は、ブラウザの動作をシングルスレッドからマルチスレッドに移行してGeckoのレンダリングエンジンをServoに更新することで動作の高速化を図ること、内部のXUL/XPCOMコンポーネントをアドオンが直接操作することで起きる様々な問題の解消などの目的があった。特にブラウザの設計上の問題でアドオンは内部のXUL/XPCOMコンポーネントを直接操作せざるを得ず、そのため特定のアドオンを入れるとブラウザの動作が重くなってしまったり、アドオンの組み合わせによって相性問題が生じたり、Adobe Flash Playerアドオンのようにアドオンの不具合によりブラウザのクラッシュを引き起したり、コンテンツの改ざんが可能であったり、開発の進展によりコンポーネントの内部の仕様変更とアドオンのための下位互換性の確保との両立がかなりの負担になっていたり、コンポーネントの下位互換性の確保が不十分であったことによりアドオンが動かなくなる事態が頻発していたなどの問題があった。
Frederic LardinoisはTechCrunchにて、Firefox Quantumに対し「Firefoxにもう一回チャンスを与えるべきときだ」と記し、Chromeと比べて大幅に良いとは言えないながらも、対抗できるだけの性能を備えたことを評価している。窓の杜の記事では、旧式のアドオンが使えなくなるなどの問題はあるが、Firefox Quantumが成し遂げたパフォーマンスの向上はその欠点を補って余りあるとしている。Webdesigner Depotの記事では、Firefox QuantumはChromeよりも高速であり、Mozillaの「前年比2倍」の表現さえ控えめなものだとしている。また、Digg.comによる2015年製のMacBook Airを用いたテストでは、Firefox QuantumはChromeより消費メモリが40%少なかったとしている。
従来のアドオンで使われていたものと同等の機能を備えるWebExtensions APIが少なかったこともあり、カスタマイズ性・アドオンの機能低下を嫌ったユーザのFirefox離れが進み、各種調査でもそれ以前と比べてFirefoxのシェアが大きく落ちてしまった。

### 2021年
Firefox 95がリリースされた。新しいサンドボックス技術「RLBox」とサイト分離機能が採用され、セキュリティが向上したほか、Windows 10以降ではMicrosoft Storeからもインストールできるようになった。

### 2022年
ネット銀行「PayPay銀行」は2022年3月25日にFirefoxのサポートを終了した。2022年2月の調査では、日本国内シェアは、1位がChrome（69.22%）、2位はMicrosoft Edge（15.13%）、3位がFirefox（5.68%）となっており苦戦している。

### 2023年
Android版Firefoxで使えるアドオンが大幅に制限されていた状態が解消し、450種類以上のアドオンが使えるようになった。

## ライセンス
Firefoxのソースコードは自由ソフトウェアで使われるライセンスのひとつであるMozilla Public License（MPL）を採用している。Firefoxのソースコードを利用して開発された派生のソフトウェアには後期のNetscapeや、Iceweasel、Songbirdなどがある。
当初はMPL単独のライセンスとして提供してきたが、フリーソフトウェア財団がMPLについて派生物の作成に制約が課せられているなど、コピーレフトの要素が弱いとして批判した。そこでMozillaはMPL/GPL/LGPLのトリプルライセンスで提供し、利用者はいずれかを選択して利用するということでFirefoxのコピーレフトの要素を強めた。
2012年1月3日にMPLをバージョン2.0に改定し、GPLなどのコピーレフトなライセンスとの互換性を強化させた。これを受けて2012年6月5日にリリースされたFirefox 13から再びMPLの単独ライセンスとして提供されている。

### トレードマークとロゴ問題

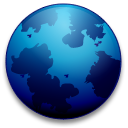
非公式のバイナリに使われるロゴ

「Mozilla Firefox」とオフィシャルロゴは登録商標であり、 特定の条件の下でのみ使用が許可される。Firefoxの名前とブランドを使ったオフィシャル・バイナリは、改変を加えなければ誰でも配布することができるが、ソースに変更を行った場合制限が課される。このような一部のディストリビューションに「Firefox」の商標を使わせない方針は論争を呼ぶことになった。この論争についてMozilla FoundationのCEOであるミチェル・ベイカー (Mitchell Baker) は2007年のインタビューで「ソースコードを改変しない場合は自由にFirefox商標を使用できる。Mozilla Foundationの狙いはFirefoxのユーザエクスペリエンスを確固たるものにしたいということだけだ」と述べている。
Firefoxのソースコードはオフィシャル以外のビルドが作成できるようにブランドの有無が切り替えられるようになっている。ソースコードを改変した派生版や、アルファ版・ベータ版のリリースに使われる。ブランドを付けないビルドでは、自由に配布できる代替ロゴと、元になったFirefoxのバージョンに対応する名前が付けられる。Firefox 1.5/2.0/3.0の派生版はそれぞれDeer Park/Bon Echo/Gran Paradisoと呼ばれている。
コミュニティ版用の例外を除いては、Firefoxの名前をつけた派生版はソースコードの変更に関してMozillaからの許可が必要であり、またその場合も 全ての ブランディングを適用しなければならない。例えば、オフィシャルロゴは使わずにFirefoxの名前だけを使うといったことはできない。Debianは2006年にDebianフリーソフトウェアガイドラインの制約から、Firefoxのオフィシャルロゴを使わないと決定したが、Mozilla FoundationはDebian版Firefoxにおいてロゴのみの変更は認められず、商標ガイドラインを遵守しオフィシャルロゴを使うか、Firefoxの名前を使わないか選択しなければならないと伝えた。結局、DebianはこのFirefoxをIceweaselという名前に変更し、独自のロゴをつけることになった（この状態は2016年に解消し、Firefox という名称に戻った）。

## マーケティング
Mozilla Japanは狐をモチーフとした公認のマスコット「フォクすけ」をプロモーションに使用しており、Firefox 3公開時には日本では「今度のキツネは爆速だぜ」というコピーを含んだ広告を山手線、中央線内で流した。

## 表記・略称など
Firefoxは「FireFox」「FireFOX」「FIREFOX」「Fire fox」「Fire Fox」などと表記されることがあるが、正式にはこれらは全て誤表記である。また、日本のみならず英語圏などでも「FF」と略記されることがあるが、バージョン1のリリースノートでは略称として「Fx」あるいは「fx」が推奨されていた。ただし、バージョン2以降のリリースノートではこの記述が削除されている。日本や中国のユーザー間において「火狐」や「狐」と称されることもある。